# ユージーン・B・フラッキー
“ラッキー”ユージーン・ベネット・フラッキー（Eugene Bennett Fluckey, 1913年10月5日-2007年6月28日）は、アメリカ海軍の軍人、最終階級は少将。名誉勲章受章者。潜水艦バーブ (USS Barb, SS-220) の艦長として空母雲鷹撃沈、樺太攻撃など数々の戦功を挙げた。

## 生涯

### 前半生
“ラッキー”こと、ユージーン・ベネット・フラッキーは1913年10月5日にワシントンD.C.で生まれた。ウェスタン・ハイスクールおよびペンシルベニア州マーサーズバーグのマーサーズバーグ・アカデミーで学び、海軍兵学校（アナポリス）受験に備えてワシントンのコロンビアン・プレパラトリー・スクールに通う。フラッキーは1931年にアナポリスに入学し、1935年6月に卒業して少尉候補生となる。卒業年次から「アナポリス1935年組」と呼称されたこの世代には、太平洋艦隊司令長官ハズバンド・キンメル（アナポリス1904年組）の息子で、潜水艦ロバロー (USS Robalo, SS-273) 艦長のマニング・キンメル、シーライオン (USS Sealion, SS-315) 艦長として戦艦金剛を撃沈したエリ・トーマス・ライヒらがいる。
卒業後のフラッキーは戦艦ネバダ (USS Nevada, BB-36) に配属され、次いで駆逐艦マコーミック (USS McCormick, DD-223) に乗艦した。1938年6月、フラッキーはコネチカット州ニューロンドンの潜水学校に進み、受講後はS-42 (USS S-42, SS-153) 配属を経て1938年12月にボニータ (USS Bonita, SS-165) 勤務となり、5回の哨戒を経験する。1942年8月にボニータを離れてからはアナポリスで船舶工学の高等課程を受講した。

### 「バーブ」艦長
1943年11月、フラッキーはニューロンドンに赴き、太平洋艦隊潜水部隊に配属されるバーブの艦長に就任することを通告された。バーブはここまで大西洋と太平洋で7回の哨戒を経験し、4月25日にミッドウェー島に帰投したところであった。フラッキーは4月27日に着任し、以後バーブの艦長として5回の哨戒を行って「第二次世界大戦での偉大な潜水艦長」の一人として地位を確立することとなった。1945年7月22日夜には、乗組員で上陸部隊を編成し樺太東線に爆薬を仕掛けて16両編成の列車を吹き飛ばしたが、これは第二次世界大戦中唯一の、潜水部隊による「上陸作戦」として記録された。フラッキーは上陸作戦を行うにあたり、艦のあらゆる配置から志願者を求め、またボーイスカウト出身者を特に選んで編成した。かくて編成された「上陸部隊」は、ポール・サンダースを筆頭にウィリアム・ハットフィールド、フランシス・セイヴァー、ローレンス・ニューワード、エドワード・クリングスミス、ジェームズ・リチャード、ジョン・マークソンおよびウィリアム・ウォーカーといった顔ぶれで編成され、ハットフィールドは線路の下に爆薬を仕掛け、遠隔操作で爆破できるようコードを張り巡らす担当に就いた。
フラッキーはバーブでの哨戒のうち、11回目の哨戒を除く4つの哨戒での功績で海軍十字章を授与された。11回目の哨戒では中国沿岸部42キロ範囲内、水深約37メートルの浅海にあった2つの船団に対して後方から攻撃を仕掛け、2隻の護衛艦が追跡してきたのを受けでバーブは通常比150パーセントのエンジン出力を行って23.5ノットの高速で海域を抜け出した。このフラッキーの顕著で大胆な攻撃に対して、海軍十字章より上の名誉勲章が授けられた。また、8回目と11回目の哨戒に対しては殊勲部隊章を、12回目の哨戒に対してはさらに海軍部隊表彰も受章した。フラッキーは、1992年に出版した自著 "Thunder Below!" でバーブでの日々を次のように述べている。「砲弾、爆弾および爆雷をもってバーブを痛めつけようとも、バーブはそのたびにパープルハートをもらうことなく潜り抜けて、いつでも戦う準備が整っていた」。

### 戦後のキャリア
1945年8月、フラッキーはグロトンに赴き、建造中のドッグフィッシュ (USS Dogfish, SS-350) が竣工した暁には艦長に就任することを聞かされる。しかし、ジェームズ・フォレスタル海軍長官の命で艦長の話は取り消され、代わって統合軍計画に参画させた。1945年12月には海軍作戦部長に就任したチェスター・ニミッツ元帥のもとで私的副官と情報作戦参謀に就任した。2年後の1947年6月9日には海上勤務に戻り、シュノーケル装備とGUPPY II 改修が予定されていたハーフビーク (USS Halfbeak, SS-352) の艦長となった。1949年6月、フラッキーは大西洋艦隊潜水部隊に転じ、潜水艦予備部隊を指揮した。翌1950年には大西洋艦隊潜水部隊司令官ジェームズ・ファイフ大将（アナポリス1918年組）の首席秘書を務め、1950年10月1日から1953年7月までの間は在ポルトガル海軍駐在武官を務めた。ポルトガル政府はフラッキーのこれまでの功績に対して、自国以外の武官に対しては初めてとなる Medalha Militar を授与された。ポルトガルから帰国後の1953年9月には潜水母艦スペリー (USS Sperry, AS-12) の艦長に就任する。1955年10月14日から1956年1月14日までの間は第7潜水戦隊、のちの第7潜水グループの司令を務め、アナポリスで電気工学部門の筆頭講師も勤めた。

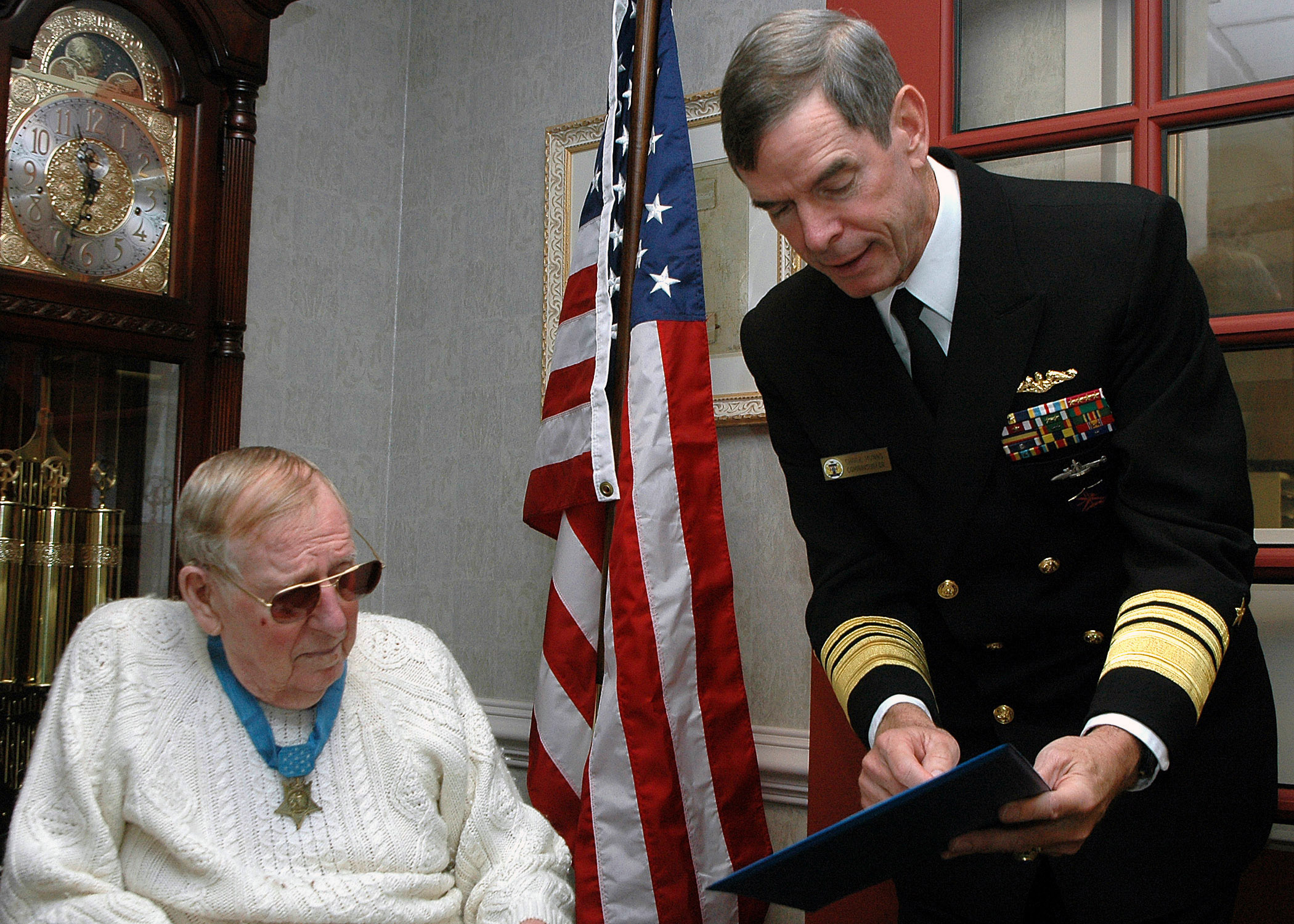
最晩年のフラッキー（左）（2006年）

1960年7月、フラッキーは時のドワイト・D・アイゼンハワー大統領の推薦を経て少将に進級し、10月には第4水陸両用戦グループ司令官になった。1961年11月には、ワシントンの海軍調査査察委員会で委員長となり、1964年から1966年の間は、太平洋艦隊潜水部隊司令官の座に就いた。その後、1966年7月に海軍情報局ディレクター、1968年にポルトガルへの軍事顧問団の団長となったあと、1972年に少将の地位で退役した。1979年に42年間連れ添った妻のマージョリーに先立たれたが、ポルトガル出身のマーガレットと再婚して二番目の妻とし、以降数年の間ポルトガルで孤児院をマーガレットともに運営した。2007年6月28日、フラッキーはアナポリスのアン・アルンデル医療センターで死去した。享年93歳。フラッキーの墓は、母校アナポリスの敷地内にある海軍兵学校墓地に埋葬されている。
フラッキーは1948年にボーイスカウトからイーグルスカウトを受章しており、名誉勲章とイーグルスカウトの双方を所持している9名のうちの一人として記録されている。

## 記録
|           | 出撃地         | 出撃日         | 日数 | 戦時中認定の戦果 隻数/トン数 | JANAC認定の戦果 隻数/トン数 | 哨戒区域                   |
| --------- | -------------- | -------------- | ---- | ---------------------------- | --------------------------- | -------------------------- |
| バーブ-8  | ミッドウェー島 | 1944年5月21日  | 49   | 5 / 37,500                   | 5 / 15,472                  | オホーツク海、千島列島     |
| バーブ-9  | 真珠湾         | 1944年8月4日   | 59   | 4 / 42,100                   | 3 / 36,800                  | 南シナ海                   |
| バーブ-10 | マジュロ       | 1944年10月27日 | 30   | 5 / 28,900                   | 2 / 15,200                  | 東シナ海                   |
| バーブ-11 | ミッドウェー島 | 1944年12月19日 | 56   | 8 / 60,000                   | 4 ⅓ / 24,197                | 東シナ海                   |
| バーブ-12 | 真珠湾         | 1945年6月8日   | 54   | 3 / 11,200                   | 2 / 3,620                   | オホーツク海、北海道、樺太 |

| 順位（隻数） | 哨戒回数 | 隻数/トン数 戦時中認定 | 隻数/トン数 JANAC |
| ------------ | -------- | ---------------------- | ----------------- |
| 4            | 5        | 25 / 179,700           | 16 ⅓ / 95,360     |

 
なお戦果のうち撃沈隻数のランキングでは4位であるが、トン数順位のランキングでは1位となる。この場合の2位は93,824トンを記録したタング (USS Tang, SS-306) 艦長のリチャード・オカーン（アナポリス1934年組）である。オカーンは撃沈隻数では24隻を記録しており、撃沈隻数のランキングでは1位である。

## 受章歴および略綬
| A light blue ribbon with five white five pointed stars |  |  |  |
| Gold star · Gold star · Gold star                      |  |  |  |
|                                                        |  |  |  |

| 一列目 |                          | （海軍）名誉勲章 | （海軍）名誉勲章         |                      |
| 二列目 | 海軍十字章/金星章（3個） | 海軍殊勲部隊章   | 海軍部隊表彰             | アメリカ防衛従軍記章 |
| 三列目 | アメリカ従軍記章         | 太平洋戦線従軍章 | 第二次世界大戦戦勝記念章 | 国土防衛従軍章       |

フラッキーは名誉勲章と海軍十字章のほかに、金星章3個、海軍殊勲部隊章リボンおよび海軍部隊表彰リボンを受章し、少将時代にかけてアメリカ防衛従軍記章とフリート・クラスプ、太平洋戦線従軍章、アメリカ本土防衛従軍章、第二次世界大戦戦勝記念章および国土防衛従軍章を受章した。
このうち、名誉勲章の受章理由を下に掲げる。